# Tim Declercq
Tim Declercq (Lovaina, 21 de marzo de 1989) es un ciclista belga, miembro del equipo profesional Lidl-Trek.
Es hermano del también ciclista Benjamin Declercq.

## Palmarés
2007 (como amateur)
- 1 etapa del Giro de Münsterland

2011 (como amateur)
- 2 etapas del Tour de Namur

2012
- Trofeo Internacional Jong Maar Moedig

2013
- Trofeo Internacional Jong Maar Moedig

## Resultados en Grandes Vueltas y Campeonatos del Mundo
Durante su carrera deportiva ha conseguido los siguientes puestos en las Grandes Vueltas y Campeonatos del Mundo. 
| Carrera         | Carrera         | 2012 | 2013 | 2014 | 2015 | 2016 | 2017  | 2018 | 2019 | 2020  | 2021  | 2022 | 2023  | 2024 |
| --------------- | --------------- | ---- | ---- | ---- | ---- | ---- | ----- | ---- | ---- | ----- | ----- | ---- | ----- | ---- |
|                 | Giro de Italia  | —    | —    | —    | —    | —    | —     | —    | —    | —     | —     | —    | —     | —    |
|                 | Tour de Francia | —    | —    | —    | —    | —    | —     | Ab.  | —    | 127.º | 141.º | —    | 118.º | Ab.  |
|                 | Vuelta a España | —    | —    | —    | —    | —    | 129.º | —    | 78.º | —     | —     | —    | —     | —    |
| Mundial en Ruta | Mundial en Ruta | —    | —    | —    | —    | —    | —     | —    | Ab.  | —     | Ab.   | —    | —     | —    |

—: no participa

Ab.: abandono